# Thrinacospora insignis
Thrinacospora insignis är en svampart som beskrevs av Petr. 1948. Thrinacospora insignis ingår i släktet Thrinacospora, divisionen sporsäcksvampar och riket svampar.   Inga underarter finns listade i Catalogue of Life.